# Chionaema dampierensis
Chionaema dampierensis là một loài bướm đêm thuộc phân họ Arctiinae, họ Erebidae.